# Эрдеи, Жольт
Жольт Э́рдеи (венг. Erdei Zsolt; [ˈɛrdɛ.i ˈʒolt]; 31 мая 1974 года, Будапешт, Венгрия) — венгерский боксёр-профессионал, выступавший в полутяжёлой (Light Heavyweight) весовой категории. Чемпион мира по версии ВБО (WBO), 2004—2009 в полутяжёлом весе, по версии WBC, 2009 в первом тяжёлом весе). Бронзовый призёр Олимпийских игр 2000 года.

## Любительская карьера
Серебряный призёр чемпионата Европы 1996 года (до 75 кг).
Участвовал на Олимпийских играх 1996 года. Проиграл во втором отборочном поединке турку Майку Белероглу (8:9).
Чемпион мира по боксу 1997 года (до 75 кг).
Чемпион Европы по боксу 1998 года (до 75 кг). Победил в финале Брайана Мэги.
Чемпион Европы по боксу 2000 года (до 75 кг). Победил в финале Степана Божича.
Бронзовый призёр Олимпийских игр 2000 года. Проиграл в полуфинале Гайдарбеку Гайдарбекову.

## Профессиональная карьера
Дебютировал в декабре 2000 года в полутяжёлом весе.
В 2002 году завоевал вакантный интернациональный титул чемпиона мира по версии WBO, нокаутировав в 5-м раунде юарца Джима Мэрри.
17 января 2004 года Эрдей единогласным решением победил Хулио Сесара Гонсалеса, и стал новым чемпионом мира по версии WBO.
В январе 2009 года Эрдей защищал титул против претендента Юрия Барашьяна. Барашьян вышел на бой с перевесом, поэтому на титул стоял на кону только для чемпиона. Украинец проиграл по очкам.
30 марта 2013 года, в Монако, потерпел первое поражение в ринге, спорно проиграл по очкам, российскому боксёру, Денису Грачёву.
8 марта 2014 года провёл последний поединок на профессиональном ринге, в котором победил боксёра из Грузии, Шалву Джаморашвили, и завоевал титул чемпиона Европы по версии WBO.